# Amber Stevens
Amber Stevens West (Beverly Hills, California; 7 de octubre de 1986) es una actriz estadounidense. Después de servir como presidenta del cuerpo estudiantil durante la escuela secundaria, fue a perseguir su carrera actuando y recibió formación de The Groundlings, una compañía de comedia de improvisación, en la que también enseñan actores como Will Ferrell y Conan O'Brien.

## Trayectoria
Stevens ha aparecido en varios comerciales de televisión y en series como Complete Savages, CSI: Las Vegas, y Greek. También tuvo un papel secundario en la película The Fast and the Furious: Tokyo Drift. Aparte de actuar, Stevens ha incursionado en el canto y fue miembro del coro en escena para American Idol. Amber Stevens actúa como Ashleigh Howard en la serie de televisión Greek.

## Vida personal
Desde 2010 mantiene una relación con el actor y escritor, Andrew West, al cual conoció mientras filmaba la tercera temporada de la serie Greek. El 5 de diciembre de 2014 se casaron. Su primera hija, Ava Laverne, nació el 7 de octubre de 2018. En abril de 2021 anunció su segundo embarazo. Su segunda hija, Winona Marie, nació en agosto de 2021.

## Filmografía

### Cine
| Año  | Título                                | Personaje  | Notas        |
| ---- | ------------------------------------- | ---------- | ------------ |
| 2006 | The Fast and the Furious: Tokyo Drift | Animadora  |              |
| 2009 | Nothing for Something                 | Heloise    | Cortometraje |
| 2009 | Fired Up!                             | Sara       |              |
| 2012 | The Madame                            | Sofi       | Cortometraje |
| 2012 | The Amazing Spider-Man                | Ariel      |              |
| 2012 | The Kitchen                           | Amanda     |              |
| 2012 | The Distance Between                  | Jen        | Cortometraje |
| 2014 | Jessabelle                            | Jessabelle |              |
| 2014 | 22 Jump Street                        | Maya       |              |
| 2018 | Love Jacked                           | Maya       |              |

### Televisión
| Año       | TÍtulo                         | Personaje          | Notas                                           |
| --------- | ------------------------------ | ------------------ | ----------------------------------------------- |
| 2005      | Complete Savages               | Chica N.º 2        | Episodio: "Teen Things I Hate About You"        |
| 2005      | The Bold and the Beautiful     | Modelo             | 1 episodio                                      |
| 2006      | The Hills                      | Modelo             | Episodio: "Boyfriends And Work Don't Mix"       |
| 2007      | The Beast                      | Aileen             | Película para la TV                             |
| 2007      | CSI: Crime Scene Investigation | Emily Wilson/Tanya | Episodio: "Empty Eyes"/Episodio: "Ending Happy" |
| 2007-2011 | Greek                          | Ashleigh Howard    | 74 episodios papel principal                    |
| 2011      | Weekends at Bellevue           | Claire Cohen       | Película para la TV                             |
| 2011      | Grey's Anatomy                 | Laurel Pinson      | Episodio: "Start Me Up"                         |
| 2011      | Friends with Benefits          | Caroline           | Episodio: "The Benefit of Mardi Gras"           |
| 2011      | How I Met Your Mother          | Janet McIntyre     | Episodio: "Mystery vs. History"                 |
| 2012      | Joey Dakota                    | Maya Beaumont      | Película para la TV                             |
| 2012      | Baby Daddy                     | Izzy               | Episodio: "The Daddy Whisperer"                 |
| 2012      | 90210                          | Bryce Woodbridge   | 2 episodios                                     |
| 2012      | Ben and Kate                   | Anna Lewis         | Episodio: "Reunion"                             |
| 2014-2019 | Criminal Minds                 | Joy Struthers      | 4 episodios                                     |
| 2017      | Ghosted                        | Annie              | 13 episodios                                    |